# Rho Puppis
Désignations
Rho Puppis (ρ Pup / ρ Puppis, Rhô Puppis) est une étoile de la constellation de la Poupe. Elle porte également le nom traditionnel Tureis.
Le nom  de Tureis a été officialisé par l'Union astronomique internationale le 12 septembre 2016.
Rho Puppis est une géante lumineuse jaune-blanche de type F ayant une magnitude apparente de +2,83. C'est une étoile variable de type Delta Scuti dont la magnitude varie entre 2,68 et 2,87 sur une période de 3 heures et 23  minutes. Elle est à environ 63 années-lumière de la Terre.